# Simone Vanni
Simone Vanni (Pisa, 1979. február 16. –) olimpiai, világ- és Európa-bajnok olasz tőrvívó.